# 斯卡爾帕科峰
46°14′26″N 10°41′10″E / 46.24049°N 10.68622°E
斯卡爾帕科峰（義大利語：Cima Scarpaco），是意大利的山峰，位於該國北部，由特倫蒂諾-上阿迪傑大區負責管轄，屬於阿達梅洛-普雷薩內拉阿爾卑斯山脈的一部分，海拔高度3,073米，每年平均降雨量1,357毫米。